# Kevyn Ista
Kevyn Ista (Sambreville, provincia de Namur, 22 de noviembre de 1984) es un ciclista belga que fue profesional entre 2005 y 2020.

## Biografía

### Amateur
Practicó el fútbol desde los 5 a los 14 años, pero se dio cuenta de que lo suyo era el ciclismo. En 1999 debutó como ciclista amateur en el equipo ACC Bodart, dirigido por Emilé Bodart, en este equipo permaneció hasta 2001. En 2003 fichó por el también equipo amateur Wielerteam Affligem, en el que no tuvo mucha suerte y en 2003 volvió a cambiar de equipo esta vez al Daikin Team Affligem, donde no hizo mucho. Ya en 2004, su último año como amateur fichó por el equipo Team Storez Vz Ath, donde consiguió su primera y única victoria como amateur al ganar la 4.ª etapa del Tour de Namur.

### Profesional
En 2005 debutó como ciclista profesional en el equipo RAGT Semences, donde no consiguió victorias, en 2006 cambió de aires y fichó por el equipo Pôle Continental Wallon donde en 2006 consiguió su primera victoria como profesional en el Tour de Flandes juniors. En 2007 también siguió en este equipo donde ganó el Campeonato de Walloine, una etapa del Tour de Namur y la Zellik-Galmaarden.
En 2008 y 2009 estuvo en el equipo francés Agritubel donde en 2008 ganó la Route Adélie, fue 2º en el Tour de Samyn, y también en el mismo puesto acabó el Tour de Poitou-Charentes y en 2009 ganó una etapa del Tour del Mediterráneo, acabó 2º en el Circuito Het Nieuwsblad, y también segundo en los Tres Días de Flandes Occidental. En 2010 se desvinculó del Agritubel y fichó por el Cofidis, le Crédit en Ligne en el que fue 2º en el Tour de Samyn.
Luego de dos temporadas en el Cofidis fichó por el Accent Jobs-Willems Veranda´s.
En 2013 recaló en el IAM Cycling y en 2015 se marchó al Wallonie-Bruxelles, donde estuvo hasta su retirada en 2020.

## Palmarés
2004
- 1 etapa del Tour de Namur

2007
- 1 etapa del Tour de Namur
- Zellik-Galmaarden

2008
- Route Adélie

2009
- 1 etapa del Tour del Mediterráneo

## Equipos
- RAGT Semences (2005)
- Pôle Continental Wallon (2006-2007)
- Agritubel (2008-2009)
- Cofidis (2010-2011)
- Accent Jobs-Willems Veranda´s (2012)
- IAM Cycling (2013-2014)
- Wallonie-Bruxelles[2] (2015-2020)
  - Wallonie-Bruxelles (2015-2016)
  - WB Veranclassic Aqua Protect (2017)
  - WB-Aqua Protect-Veranclassic (2018)
  - Wallonie Bruxelles (2019)
  - Bingoal-WB (2020)